# Chinees Voor Mij
Chinees voor mij is een Vlaams wetenschappelijk spelprogramma voor de jeugd dat in 2008 werd uitgezonden bij de Vlaamse jeugdzender Ketnet. 
Het programma werd gepresenteerd door Studio Brussel-presentator Otto-Jan Ham. Twee teams van drie kinderen nemen het een week lang tegen elkaar op in een aantal opdrachten. De opdrachtgever is een Chinees, en wetenschapper, gespeeld door Jan Fonteyn.
Vanaf 27 oktober 2008 werden acht afleveringen uitgezonden.